# Lycenchelys alta
Lycenchelys alta es una especie de pez de la familia de los Zoarcidae en el orden de los perciformes.

## Morfología
- Los machos pueden llegar a alcanzar los 12,3 cm de longitud total.[1][2]

## Hábitat
Es un pez de mar y de aguas profundas que vive hasta los 336 m de profundidad.

## Distribución geográfica
Se encuentra en el Pacífico: en el Mar de Bering.

## Observaciones
Es inofensivo para los humanos. 